# 松木坪镇
松木坪镇，是中华人民共和国湖北省宜昌市宜都市下辖的一个乡镇级行政单位。

## 行政区划
松木坪镇下辖以下地区：
松木坪社区、江家湾村、徐家湾村、观音桥村、泉水垱村、彭家桥村、金钢岭村、茶园寺村、松木坪村、庙河村和双井寺村。